# Zac Jones
Zac Jones (Glen Allen, Virginia, 18 de octubre de 2000) es un jugador profesional estadounidense de hockey sobre hielo que se desempeña en la posición de defensor izquierdo en New York Rangers, equipo de la National Hockey League (NHL).

## Carrera
Fue seleccionado en la tercera ronda en la NHL Entry Draft de 2019. En 2020 hizo su debut profesional con el equipo New York Rangers, donde lleva jugando cuatro temporadas.